# 张锡眉
張錫眉（？—1645年），字介茲，鄉試榜姓黃，直隸蘇州府嘉定縣民籍，松江府上海縣人，明末文人。

## 生平
張錫眉為人正直，坐懷不亂。崇禎三年（1630年）庚午科應天鄉試第二十八名舉人。弘光元年（1645年）閏六月十七日，清軍圍堵嘉定。張錫眉與侯峒曾、黃淳耀、龔用圓等在嘉定抗清。張錫眉率眾守南門，堅持十餘日，徐守質戰死。城破後解帶自縊於南門城樓上，有絕命詞曰：“我生不辰，與城存亡，死亦為義！”妾何氏抱女投水自盡。侯峒曾、黃淳耀、龔用圓、馬元調、夏雲蛟、唐全昌等人皆同死。貢生朱集璜被執，不屈死。